# Miradolo Terme
Miradolo Terme é uma comuna italiana da região da Lombardia, província de Pavia, com cerca de 3.177 habitantes. Estende-se por uma área de 9 km², tendo uma densidade populacional de 353 hab/km². Faz fronteira com Chignolo Po, Graffignana (LO), Inverno e Monteleone, San Colombano al Lambro (MI), Sant'Angelo Lodigiano (LO), Santa Cristina e Bissone.

## Demografia
| Variação demográfica do município entre 1861 e 2011                               |
|                                                                                   |
| Fonte: Istituto Nazionale di Statistica (ISTAT) - Elaboração gráfica da Wikipedia |